# Elisa Pérez Meza

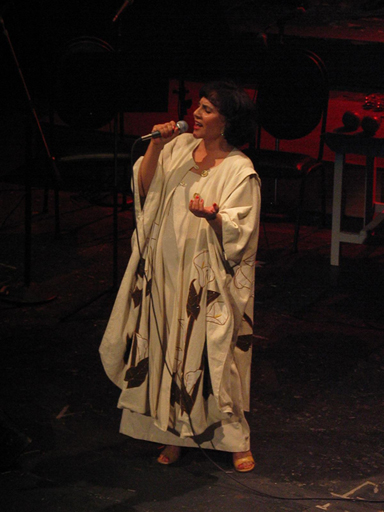
Elisa Pérez Meza.

Elisa Pérez Meza fue una cantante nacida en La Cruz, cabecera municipal del municipio de Elota, Sinaloa, en México. Nació un 8 de abril de 1942 y fallecida el 26 de mayo de 2022 en Mazatlán, Sinaloa. Fue hija de uno de los más importantes intérpretes, folkloristas y compositores de México: don Luis Pérez Meza.

## Información general
- Nombre:	Bertha Elisa Pérez Vidrio

- Nombre artístico:	Elisa Pérez Meza

- Nacimiento:	8 de abril de 1942

- Origen: La Cruz de Elota Sinaloa, México

- Géneros: Trova y música regional

- Ocupaciones:	Cantante

- Periodo de actividad:	20 años

- Discográficas: Independiente

- Sitio web:  Archivado el 30 de enero de 2020 en Wayback Machine.

## Sus primeros pasos
Nacida en La Cruz de Elota aunque radicada en el puerto de Mazatlán desde los 40 días de nacida, proviene de una familia de reconocidos cantantes entre quienes destacaron internacionalmente su padre Luis Pérez Meza, más conocido como El Trovador del Campo, y su tío Antonio Pérez Meza, creador de dos famosas agrupaciones musicales: el Trío Culiacán desde el cual se lanzó el compositor Enrique Sánchez Alonso ‘El Negrumo’ y el Trío Los Duendes, que dio a conocer al gran Álvaro Carrillo. Elisa canta desde niña, pero empezó a hacerlo en público hasta que falleció su padre quien se oponía a que se dedicara al canto. Como estudiante en la Universidad Autónoma de Sinaloa formó el Taller de Música de la Escuela de Ciencias Sociales para cantar trova cubana y canciones latinoamericanas.

## Sus influencias musicales
Múltiples influencias musicales conforman el repertorio de Elisa. De su padre Luis Pérez Meza recibió lo mejor y más auténtico de la música popular mexicana –canciones norteñas, oaxaqueñas, veracruzanas, del Bajío, etc.- y lo principal del campo sinaloense, esto es, la música reconocida como tradicional por todas las Bandas del Estado de Sinaloa. 
De sus años universitarios proviene su gusto por la canción latinoamericana –Alfredo Zitarrosa, Atahualpa Yupanqui, Violeta Parra, etc.- y por la canción cubana: desde los tradicionales César Portillo de la Luz y José Antonio Méndez(su padre fue excelente amigo de Bola de Nieve y de Celia Cruz), hasta el movimiento de la Trova cubana (Silvio Rodríguez, Pablo Milanés, Vicente Feliú y otros). 
De su tío Antonio Pérez Meza, Elisa recupera toda la tradición del bolero en México, en Sinaloa y especialmente en Oaxaca, pues en sus recitales hay frecuentemente canciones de Álvaro Carrillo y de compositores de la Costa Chica. 
Es por eso que un recital de Elisa va de canciones como La Llorona y El Amuleto, hasta temas como Macondo y Lágrimas Negras, pasando por Yo vengo a ofrecer mi corazón o por Mi gusto es y Las Isabeles, sin dejar de lado los temas inéditos como Que Viva la Machado o Vendaval.

## Recordando al trovador
En el año 2001 Elisa recibe una beca de PACMYC para grabar el CD ‘Recordando al Trovador’ con canciones de Banda Sinaloense que fueron éxito de Luis Pérez Meza (pues el gran mérito de su padre fue que la mayor parte de las canciones que grabó se convirtieron en folklor de Sinaloa y de México). Con este disco recorre los 18 municipios del Estado, cantando principalmente en explanadas municipales y Casas de Cultura. La acompañan el grupo Nidart, dirigido por Jesús Antero García, y la Banda ‘Ritmo de la Costa’ de don Beto López. A partir de aquí, tanto por asociación con el Trovador del campo como por su repertorio musical, empezó a llamársele 'La Trovadora'.

## Perfecto Insomnio
Esta grabación se presentó en el Teatro Ángela Peralta en 2003 y en ella están presentes gran parte de las influencias y los intereses de Elisa Pérez Meza. Comprende canciones tradicionales de Sinaloa como Una Sombra, romance español del siglo XVI que se preservó entre los mayo-yoremes y aún se escucha con Banda sinaloense, aunque Elisa procuró un arreglo para cuerdas que vuelve a los orígenes del tema y lo renueva totalmente. El disco incluye también Pero acuérdate, acuérdate y Los Sufrimientos, dos canciones de Luis Pérez Meza adaptadas a la sensibilidad de Elisa por el grupo Nidart, y La Incompleta, bolero de Enrique Sánchez Alonso ‘El Negrumo’ con coplas y adaptaciones soneras añadidas por Hernando Hernández, autor también de la guajira Perfecto Insomnio. 
Otras canciones destacadas del disco son Para las Muertes, soneto que el dramaturgo Oscar Liera escribiera ante la dolorosa pérdida de su hermana. Malcolm Lowry, poema que escribiera Juan José Rodríguez como homenaje al destacado novelista inglés, autor de Bajo el Volcán. Y Cumbia del Güilo, basada en la novela El Güilo Mentiras de uno de los más grandes escritores de Sinaloa: Dámaso Murúa.
Que Viva la Machado es una canción que intenta destacar la importancia de la plazuela Machado en Mazatlán como espacio público caracterizado por un humanismo urbano ausente en la mayoría de las grandes ciudades. Se trata de un swing que Elisa canta especialmente durante la Feria del Libro y las Artes Feliart Mazatlán, donde se presenta todos los años desde que esta Feria fue inaugurada. De hecho al interior del Cd Elisa escribe: ‘Dedico esta grabación a la plazuela Machado que, cosmopolita y rebelde, hace florecer el diálogo público en el corazón del Viejo Mazatlán”.

## Poetas en Olas Altas
En este disco Elisa graba a varios poetas ligados a Mazatlán. En el puerto vivió y escribió durante su juventud Amado Nervo y allí publicó sus primeras obras Enrique González Martínez, por lo que se le puede considerar la cuna mexicana del modernismo. Mazatlán tiene nexos con los Contemporáneos Gilberto Owen y José Gorostiza, quienes en su tiempo publicaron gracias al patrocinio de un mazatleco: Genaro Estrada. El disco contiene además algunos poemas musicalizados de Ramón Rubín y del gran Pablo Neruda. Todas las adaptaciones musicales son de Hernando Hernández Pérez, compositor de cabecera de Elisa. Con arreglos íntimos –predomina la guitarra clásica-, la grabación contiene de Amado Nervo los temas Me besaba mucho –escrito ante la muerte del único amor del poeta- y Valsemos, escrito en Mazatlán y publicado después dentro del poemario Perlas Negras; de Enrique González Martínez cuyo primer libro fuera publicado por la imprenta Retes en Mazatlán, se incluyen las canciones Alas y Vienes a mí; del sinaloense Gilberto Owen viene el tema Madrigal por Medusa; de José Gorostiza, primer premio Mazatlán de literatura, se incluyen Otoño, ¿Quién me compra una naranja? Y se alegra el mar; del diplomático mazatleco Genaro Estrada, Elisa canta Retorno al mar; del novelista Ramón Rubín uno de sus escasos poemas: Romance de Mazatlán; y de Pablo Neruda, quien dejara en el Canto General y en Confieso que he Vivido sus impresiones del puerto, vienen los temas Las Preguntas de Neruda, basada en su obra póstuma El libro de las preguntas, y Canción del Macho y de la Hembra, uno de sus primeros escritos publicado bajo el pseudónimo Neftalí Reyes.

## Asómate a mi alma
Asómate a mi alma surge para honrar una tradición musical de Sinaloa: el bolero urbano, que por muchos años compartió público con la Banda sinaloense de origen rural. Toma su nombre de una de las canciones más famosas del mazatleco Fernando Valadés, pero juega con la idea de Asomarse al alma del Estado. Contiene canciones internacionales compuestas por sinaloenses como ‘¿Quién será?’ de Pablo Beltrán Ruiz, conocida en todo el mundo como ‘Sway’, ‘Esta noche la paso contigo’, de Laura Gómez Llanos cuyo éxito se inició en Chile y España; o ‘Échame a mi la culpa’ de José Ángel Espinoza "Ferrusquilla" de la que se cuentan en el mundo casi 500 versiones. El CD parte de un sonido de trío tradicional al que adiciona instrumentos como sax, violines y trompeta, y técnicas modernas de grabación en el Estudio 21 de Mazatlán. Incluye a dúo con Ferrusquilla los temas Cariño Nuevo , Seis años y Échame a mí la culpa . 
Otros compositores incluidos son Alfredo Carrasco con su canción Adiós, Enrique Sánchez Alonso ‘El Negrumo’, originario de Culiacán Sinaloa y muy ligado musicalmente a la familia Pérez Meza con sus temas Dios no lo quiera y Corazonada; y Hernando Hernández Pérez, compositor de cabecera de Elisa. Destaca en términos de investigación e historia el cuadernillo que acompaña al disco, con una breve semblanza y una fotografía de los compositores, quienes cobran así un papel realmente protagónico.

## Discografía
Recordando al Trovador
•	Paisaje en fuga (Potpourrí Alfonso Esparza Oteo)
•	La India Bonita
•	Los Vergelitos
•	El Alazán y el Rosillo
•	Mi gusto es
•	El Quelite
•	El nuevo Heraclio Bernal
•	Las Isabeles
•	El Sauce y la Palma
•	El Barzón
•	El Sinaloense
Perfecto Insomnio
•	Perfecto Insomnio 
•	Cumbia del Güilo
•	Una Sombra
•	Valsecito en la arena
•	Malcolm Lowry
•	La incompleta
•	Pero acuérdate, acuérdate
•	Para las muertes
•	Que viva la Machado
•	Los Sufrimientos
Poetas en Olas Altas
•	Me besaba mucho 
•	Retorno al mar
•	Las preguntas de Neruda 
•	Otoño
•	Alas
•	Valsemos
•	Y se alegra el mar
•	Madrigal por Medusa
•	Canción del Macho y de la Hembra
•	¿Quién me compra una naranja?
•	Vienes a mí
•	Romance de Mazatlán
Asómate a mi alma
•	Regalo del cielo
•	Corazonada
•	Vendaval
•	¿Quién será?
•	Cariño Nuevo
•	Esta noche la paso contigo
•	Qué Ironía
•	Pétalo Rojo
•	Échame a mí la culpa
•	Una pura y dos con sal
•	Cómo de que no
•	Asómate a mi alma
•	Dios no lo quiera
•	Seis años
•	Adiós
Excursiones
•	Macorina
•	Que te vaya bien
•	Sombras
•	Vámonos
•	Quisiera amarte menos
•	El último trago
•	Canción de las simples cosas
•	Luz de luna
•	Las Isabeles
•	La Sandunga
•	La noche de mi mal
•	El andariego
•	La llorona
Sierreño y gitano
•	La Rondalla
•	Al morir la tarde
•	El carro del sol
•	El sube y baja
•	Un madrigal
•	A los ángeles del cielo
•	Cuando salgo a los campos
•	Modesta Ayala
•	El pájaro prieto
•	Llorar, llorar
•	La Anselma
•	El Sauce y la Palma
•	En toda la chapa
•	El Barzón

## Su carrera
Elisa Pérez Meza se atrevió a romper con el esquema de que un cantante debe iniciar su carrera en la juventud (especialmente cuando es mujer), y bajo el sostén de un gran respaldo comercial y económico. Grabó su primer CD a los 59 años y a partir de allí mantuvo viva su carrera hasta los 77 años de edad. 
Entre abril de 2009 y noviembre de 2012 instaló en Mazatlán el Museo Casa de los Pérez Meza, que exhibía fotografías, carteles publicitarios, trajes y reconocimientos de su padre Luis Pérez Meza, y de sus tíos Antonio y Moisés Pérez Meza. Además de las salas destinadas a difundir este acervo, había una sala temporal y una sala audiovisual, área de souvenirs, café, instalaciones para niños y un espacio denominado Jardín de la Trova donde Elisa se presentaba el último sábado de cada mes. 
En octubre de 2017, Elisa presentó en el Teatro Ángela Peralta de Mazatlán su disco "Sierreño y Gitano", pero nadie supo que ese día se retiraba silenciosa y voluntariamente de los escenarios porque ya el cáncer empezaba a minar su organismo. Todavía aceptó un mes después una invitación de la periodista Cristina Pacheco -con quien se había comprometido a presentarse 15 años antes- para estar en el programa Conversando en Canal 11 de TV. A partir de allí suspendió su vida pública y tras una larga lucha contra la enfermedad, falleció el 26 de mayo de 2022.